# مركز الحرب الفكرية
مركز الحرب الفكرية هو مركز عالمي يتبع وزارة الدفاع السعودية، ويختص بمواجهة جذور التطرف والإرهاب، وترسيخ مفاهيم الدين الحق. ويرأس مجلس أمنائه ولي العهد الأمير محمد بن سلمان.
انطلق المركز في 30 أبريل 2017م، برسائل تنويرية عبر شبكات التواصل الاجتماعي بغية شرح أهدافه، التي أنشئ من أجلها باللغات العربية، والإنجليزية، والفرنسية.
يشرف فخرياً على مركز الحرب الفكرية الشيخ محمد بن عبد الكريم العيسى، فيما يعمل في المركز خبراء متخصصون من داخل المملكة وخارجها بحكم عالمية أهدافه.

## الأهداف[4]
1- كشف الأخطاء والمزاعم والشبهات وأساليب الخداع التي يروّجها التطرف والإرهاب.
2- إيضاح المنهج الشرعي الصحيح في قضايا التطرف والإرهاب.
3- تقديم مبادرات فكرية لعدد من الجهات داخل المملكة وخارجها بالإضافة إلى مبادرات فكرية للتحالف الإسلامي العسكري لمحاربة الإرهاب.
4- الارتقاء بمستوى الوعي الصحيح للإسلام في الداخل الإسلامي وخارجه.
5- تحقيق المزيد من التأييد للصورة الذهنية الإيجابية عن حقيقة الإسلام عالمياً.
6- تحصين الشباب من الفكر المتطرف، عبر برامج متنوعة وقائية وعلاجية.
7- تفكيك الوسائل التي يسعى الإرهاب من خلالها لاستقطاب عناصره.
8- تقرير منهج الوسطية والاعتدال في الإسلام وأيضا تقرير المفاهيم الصحيحة في قضايا عمل التطرف على تشويهها بتأويلاته الفاسدة وجرائمه البشعة.
9- تكوين فهم عميق ومؤصل لمشكلة التطرف من خلال أساليب وكوامن نزعاته.
10- تحديد الفئات التي تستهدفها الجماعات المتطرفة.
11- فهم الأدوات والمنهجيات التي تستخدمها الجماعات المتطرفة.
12- التعاون الفعال مع عدد من المؤسسات والمراكز الفكرية والإعلامية.
13- رسم أساليب فاعلة لتعزيز قيم الاعتدال والتسامح والحوار والتفاهم في سياق الإيمان بحتمية التنوع والتعددية بعيدا عن القضايا النظرية.
14- عرض قيم ومبادئ الدين الحق، بخطاب يراعي تفاوت المفاهيم والثقافات والحضارات حيث ينسجم مع سياقه العصري.
15- الاستفادة من الدراسات والبحوث عن طريق إنشاء منصات علمية وفكرية وملتقيات عالمية وأدوات استطلاع وتحليل.
16- الانتشار عبر وسائل الإعلام والاتصال مع عقد الشراكات العالمية.
17- تنظيم المؤتمرات والندوات وحلقات النقاش خاصة مع مراكز التأثير والاستشراف بهدف تحقيق إيجابية التوسع والانتشار.
18- إطلاق الحملات العامة لتوجيه الرأي العام بضرورة  إشراك المجتمعات لتعزيز هيمنة الرؤية المعتدلة.